# 牧場物語 キラキラ太陽となかまたち
『牧場物語　キラキラ太陽となかまたち』は、マーベラスエンターテイメント（後のマーベラス）より2008年2月21日に発売されたニンテンドーDS用ソフト。DS版牧場物語シリーズの第4弾となる。

## あらすじ
今作は『牧場物語 キミと育つ島』で主人公が無事新天地にたどり着いたらという設定で作られており、5つの島がある「ひまわり諸島」で生活することになる。

## 新要素
- ペットが2種類増加。
- 野生動物とのふれあいが可能になった。
- ニンテンドーWi-Fiコネクションを使って最大4人まで通信が出来、アイテム交換とボイスチャットが楽しめるようになった。
- 結婚候補キャラクターが2人追加。
- 十字ボタンでの移動が可能になった（もちろん前作同様にタッチペンを使うことも出来る）
- ペットのカラーリングが増えた。
- ウシ、ニワトリ、ヒツジの別種が飼えるようになった。

## キャラクター

### 主人公
マルク
主人公（男）。金髪で青い帽子をかぶっている。自然が大好きで牧場主こそが自分の理想の生き方だと考えており、常に憧れている。船に乗って新天地のひまわり諸島へとやってきた。花婿候補のひとりで、恋愛ライバルはいない。
チェルシー
主人公（女）。茶髪に赤いバンダナをしている。マルクと同じく自然が大好きな女の子。牧場主こそが自分の理想の生き方だと考えていて、常に憧れている。船に乗って新天地のひまわり諸島へとやってきた。花嫁候補のひとりで、恋愛ライバルはいない。

### 花嫁候補
ナタリー
エリクの妹。ピンクの髪に赤茶色のリボン。勝気で荒っぽいところがあり、くよくよするのは嫌い。花嫁候補のひとりで、恋愛ライバルはピエール。
ジュリア
動物屋を経営しているマセルの娘で元気で明るく、何事にも積極的に取り組む性格。体を動かすことが好き。自分の考えをしっかり持っている。何でもそつなくこなすが料理が苦手。金髪のポニーテール。花嫁候補のひとりで、恋愛ライバルはエリク。
スイレン
トレジャーハンターの女の子。天然ボケだが、常にポジティブな性格。新しい花嫁候補。チャイナドレスを着ている。恋愛ライバルはウィル。
魔女さま
神々の島に住み、いたずらが大好き。魔力は相当なもので、その筋では有名らしい。女神さまをライバル視している。花嫁候補のひとりで、恋愛ライバルはいない。
リリー
大人気だったアイドル。人気が衰えてしまったので、アイドルはお休み中。趣味は釣り。花嫁候補のひとりで、恋愛ライバルはダニー。
セフィーナ
ダルシャンに大事に育てられてきたお嬢様。おっとりとした性格。本を読むことが大好き。眼鏡をかけている。花嫁候補のひとりで、恋愛ライバルはヴァルツ。

### 花婿候補
エリク
ナタリーの兄。ピンクの髪。ナタリーより背が低く悩んでいる。礼儀正しく気が弱い。男らしくなりたいと思っている。花婿候補のひとりで、恋愛ライバルはジュリア。
ウィル
姿勢正しい物腰のさわやかな青年。少し世間知らずな所があるが、主人公の牧場に興味津々。大金持ちでクルーザーに住んでいる。新しい花婿候補。恋愛ライバルはスイレン。名前が非常に長い（ウィリアム・テリー・リュース・アンドリュー・キャリック・ジョナサン・トリッジ・ハムズ・レディング・ロジャー・サザク・アニック・プリマス・ジュニア・ダルシャニアック三世）。
ヴァルツ
他の島から動物を持ってくる運び屋の仕事をしている。クールな性格で、嘘をつく人が大嫌い。逆にまっすぐな人に弱い性格。花婿候補のひとりで、恋愛ライバルはセフィーナ。
ピエール
グルメマン一族の一人。新鮮な食材が集まる島に住みついている。帽子をかぶっている。花婿候補のひとりで、恋愛ライバルはナタリー。
ダニー
小さい頃から、漁師をしてくらしている。人生笑っていないと損だと考えている。いつもプラス思考。花婿候補のひとりで、恋愛ライバルはリリー。
シバ
ワーダの養子。きのこ島に住む原住民。素直な性格。現代文明に疎く、話がかみ合わないこともある。花婿候補のひとりで、恋愛ライバルはいない。

### 町の住人
タロウ
出荷業を生業としているおじいさん。家族みんなで暮らせる新天地を求めて、ひまわり諸島にやってきた。人の世話を焼くのが大好きで、昔は牧場主だった。
フェレナ
エリク、ナタリーの母で、タロウの娘。ほんわかした性格でピンクの髪を三つ編みにしている。タロウをあしらうのが上手い。
マセル
動物屋を経営している。ジュリアの母。物怖じしない性格だが、寂しがりやらしい。少々太り気味。金髪。他人に優しい。
女神さま
神々の島の泉に住む。ひまわり諸島の人々の生活を、暇潰しを兼ねて見守っている。
魔女ちゃま
魔女さまの姪。強力な魔力を持つ。自分が魔女の中で一番魔力が強いと思っていたが、それでも魔女さまには及ばないらしい。
チェン
行商人の一族。チャーリーの父。小さい頃から、色んな商品を見て商品を選び抜く目を鍛えてきた。
チャーリー
チェンの息子。行商人に憧れている。いつかは父親を超えたいと思っている。
ゴラン
島の家を全て建てた大工。エリザの父。力持ちで、どんな建物でも一日で建ててしまう。
エリザ
ゴランの娘。はっきりとした性格。シュミはオシャレをすること。
アリエラ
女神さまの教えを信じている女の子。女神さま一筋。一つのことに集中すると周りが見えなくなる性格。
ロヴェン
女神さまの教えを広める神父。以前女神さまに命を助けてもらった。それ以来女神さま一筋に生きている。
ダルシャン
大きな会社の社長。セフィーナの父。鉱石が眠る島があるといわれるひまわり諸島にやってきた。
ワーダ
シバの養父。きのこ島に住む原住民。シバのことを気にかけている。

## スタッフ
- 中野魅（プロデューサー）
- まつやまいぐさ（キャラクターデザイン）